# Julia de Asensi y Laiglesia
Julia de Asensi y Laiglesia (Madrid, 4 de maig de 1859 - Madrid, 7 de novembre de 1921), escriptora espanyola del Romanticisme, periodista i traductora.

## Biografia
Filla del diplomàtic Tomás de Asensi, va rebre en el si de la família una formació erudita en autors clàssics i contemporanis i en el domini de diverses llengües, i des de molt jove mostrà interessos i habilitats literàries. Les seves primeres publicacions són en setmanaris com ara La Lira Española, La Moda Elegante Ilustrada, El Autógrafo y El Folletín, de Málaga.
Ja quan tenia vint anys va organitzar a casa seva una tertúlia literària els diumenges a la nit a la qual acudien artistes i literats per a conversar, llegir, tocar el piano. La crítica ha classificat Julia de Asensi com a pertanyent a un cert Romanticisme tardà i certament es va consagrar a escriure tant literatura didàctica infantil i juvenil com llegendes i tradicions populars reelaboradas literàriament a la manera de Bécquer, però usant la prosa o el vers, com va fer José Zorrilla, basades en la tradició i en fets històrics que la llegenda ha reelaborat. Les seves narracions, que en terminologia romàntica anomenen llegendes, es localitzen preferiblement en l'Edat Mitjana o en l'època dels Reis Catòlics, amb una temàtica amorosa, centrada en la gelosia, i també sovint amb elements sobrenaturals o fantàstics, ja siguin aparicions de la Mare de Déu, o bé estàtues animades, misteris, fantasmes, etcètera.
Moltes de les seves narracions van aparèixer primer en publicacions periòdiques, com Revista Contemporània o El Álbum Ibero-Americano (1890-1891) dirigit per Concepción Gimeno de Flaquer. En «El caballero de Olmedo» torna a tractar el tema que Lope de Vega va trobar ja formulat literàriament i inspirat en un fet històric; també s'inspira en un fet històric «El encubierto», que es desenvolupa en l'Espanya de Carles V i en la rebel·lió valenciana de la Revolta de les Germanies. «Olivia Campana» pren com a personatge principal el pintor holandès Anthonis Mor, famós pels seus retrats i que va estar uns anys a Espanya protegit per Felip II; unes altres presenten rerefons policíac, com en «La salvadora».
Les fonts d'Asensi solen ser Bécquer, Zorrilla, Fernán Caballero o Lope de Vega, però les seves creacions de més força provenen de la història o del folklore tradicional espanyol; en les seves narracions els personatges femenins tenen iniciativa, són actius i sovint protagonistes. Com a escriptora costumista va participar en l'antologia de Faustina Sáez de Melgar Las mujeres españolas, americanas y lusitanas pintadas por sí mismas (1886), amb tres articles de costums: «La aristócrata devota», «La trapera» i «La pupilera». Publica després Leyendas y tradiciones en prosa y verso.
Les seves col·laboracions a la premsa van ser abundants. A més de les ja esmentades, va publicar també en El Eco de Europa, La Ilustración Española y Americana, La Ilustración de la Infancia, El Parthenon, La Ilustración de la Mujer, Revista contemporánea, La actualidad o La Mesa Revuelta, publicació que va fundar i dirigir amb el seu germà Tomàs el 1875. Quant a la literatura per a nens, va ser publicada en part a El Camarada. Semanario infantil ilustrado (Barcelona: Ramón Molina, 1887-91), revista infantil de la qual va ser redactora i durant algun temps editora.
També va traduir literatura de Musset, Lorenzo Stecchetti (pseudònim d'Olindo Guerrini), Schiller, Gautier, Lamartine i Edgar Quinet. I va estrenar algunes peces teatrals com El Amor y la sotana: comedia en un acto y en verso (Madrid: Alonso Gullón, 1878), estrenada al 1878 al Teatro Martín de Madrid.

## Obres

### Narracions per a adults
- La siempreviva del invierno y otras narraciones. Barcelona: Vicente F. Perelló.
- El amor y la sotana. Madrid: Alonso Gullón, 1878. (teatre)
- Tres amigas. Madrid: Biblioteca Universal, 1880.
- Leyendas y tradiciones en prosa y verso. Madrid: Biblioteca Universal, 1883.
- Novelas cortas. Madrid: Biblioteca Universal, 1889.
- Herencia de sangre. Madrid: A. Alonso, 1892.

### Narracions per a nens
- Santiago Arabal. Historia de un pobre niño. Madrid: Fills de M.G. Hernández, 1894.
- Auras de otoño. Cuentos para niños y niñas. Barcelona: Antonio J. Bastinos, 1897.
- Brisas de primavera. Cuentos para niños y niñas.Barcelona: Antonio J. Bastinos, 1897.
- Cocos y hadas. Cuentos para niñas y niños. Barcelona: Bastinos, 1899.
- La mariposa.
- Biblioteca Rosa. Barcelona: Bastinos, 1901.
- Victoria y otros cuentos. Boston: D. de C. Heath and Company, 1905.
- Las estaciones. Cuentos para niños y niñas. Barcelona: Antonio J. Bastinos, 1907.
- Los molinos de Levante y otras narraciones. Barcelona: Perelló i Vergés, 1915.